# Савезничка интервенција у Руском грађанском рату
Савезничка интервенција у Руском грађанском рату састојала се од низа мултинационалних војних експедиција које су започеле 1918. године. Почетни подстицај за интервенцију био је да се обезбеди да складишта муниције и снабдевања не доспеју у руке Немачког царства, посебно након што су бољшевици потписали Брест-литовски споразум, као и да се спасу савезничке снаге које су биле заробљене у Русији након октобра 1917. Револуција. Након примирја 11. новембра 1918, савезнички план се променио на помоћ белим снагама у Руском грађанском рату. Након слома Белих, савезници су повукли своје снаге из Русије до 1925.
Савезничке трупе искрцале су се у Архангелску (интервенција на северу Русије 1918—1919) и у Владивостоку (као део сибирске интервенције 1918—1922). Британци су интервенисали и на балтичком ратишту (1918—1919) и на Кавказу (1917—1919). Савезничке снаге предвођене Француском учествовале су у интервенцији на југу Русије (1918—1919).
Савезничке напоре ометали су подељени циљеви, умор од рата после Првог светског рата и растуће незадовољство међу неким трупама и морнарима који нису били вољни да се боре против прве социјалистичке државе на свету, понекад избијајући у побуну. Ови фактори, заједно са евакуацијом Чехословачке легије у септембру 1920. године, навели су западне савезничке силе да окончају интервенције на северу Русије и Сибира 1920. године, иако је јапанска интервенција у Сибиру настављена до 1922. и Јапанско царство је наставило да окупира северни део Сахалина до 1925.
Совјетска и руска тумачења генерално преувеличавају улогу савезника у грађанском рату и наводе да су намеравали да поделе Русију. „Све у свему, обим савезничке интервенције током грађанског рата био је минускулан и безначајан“, каже Флејк (2019).

## Историјска позадина

### Револуција
Почетком 1917. године Руско царство се нашло захваћено политичким сукобима – јавна подршка Првом светском рату и цару Николају II почела је да опада, остављајући земљу на ивици револуције. Фебруарска револуција из марта 1917. утицала је на ток рата; под интензивним политичким и личним притиском, цар је абдицирао 16. марта и формирана је руска привремена влада коју је у почетку водио Георгиј Лaвов (од марта до јула 1917), а касније Александар Керенски (од јула до новембра 1917). Привремена влада се обавезала да ће наставити борбу против Немаца на Источном фронту.
Савезничке силе су испоручивале залихе Русији од почетка рата 1914. кроз луке Архангељск, Мурманск (основана 1915.) и Владивосток. У априлу 1917. САД су ушле у рат на страни савезника. Амерички председник Вудро Вилсон одустао је од резервисања да се придружи рату са деспотским царем као савезником, а Сједињене Државе су почеле да пружају економску и техничку подршку влади Керенског.
Рат је постајао све непопуларнији међу руским становништвом. Политички и друштвени немири су расли, са марксистичком антиратном бољшевичком партијом под Владимиром Лењином, која је повећала своју подршку. Велики број обичних војника се побунио или дезертирао из царске руске армије. Офанзива Керенског почела је 1. јула али су немачки и аустроугарски контранапад поразили руске снаге. То је довело до слома Источног фронта. Деморалисана руска армија стајала је на ивици побуне и већина војника је напустила линије фронта. Керенски је заменио Алексеја Брусилова Лавром Корниловим на месту главног команданта армије (19. јула 1917).
Корнилов је покушао да успостави војну диктатуру изводећи државни удар 10. септембра. Имао је подршку британског војног аташеа у Петрограду, бригадног генерала Алфреда Нокса, а Керенски је оптужио Нокса да производи прокорниловску пропаганду. Керенски је такође тврдио да му је лорд Милнер, члан британског ратног кабинета, написао писмо у коме је изразио подршку Корнилову. Британска ескадрила оклопних аутомобила којом је командовао Оливер Локер-Лампсон и обучена у руске униформе учествовала је у неуспелом пучу. Октобарска револуција од 7. новембра довела је до збацивања привремене владе Керенског и до преузимања власти од стране бољшевика.
Према Вилијаму Хенрију Чемберлину, „Неколико недеља након бољшевичке револуције, 23. децембра 1917. године, у Паризу је закључена англо-француска конвенција која је регулисала будуће операције британских и француских снага на руској територији. Ова конвенција је дефинисала као британску „зону утицаја“ козачке области, територију Кавказа, Јерменије, Грузије и Курдистана, док је француску зону требало да чине Бесарабија, Украјина и Крим. Постојала је одређена економска позадина за ову конвенцију; Британске инвестиције су доминирале у кавкаским нафтним пољима, док су Французи били више заинтересовани за руднике угља и гвожђа у Украјини.“

### Русија се повлачи из рата
Почетком 1918. године снаге Централних сила су извршиле инвазију на Русију, заузевши велику територију и претећи да ће заузети Москву и наметнути себи близак режим. Лењин је желео да преговара са Немачком, али није успео да добије одобрење свог савета до краја фебруара. У очајничком покушају да оконча рат, као што је обећано у свом слогану „Мир, хлеб, земља“, Руска Совјетска Федеративна Социјалистичка Република је потписала Брест-Литовски мир (3. марта 1918), чиме је окончано крвопролиће. Савезничке силе су се осећале изданим и окренуте против новог режима, помажући својим „белим“ непријатељима и десантним трупама да спрече руске залихе да стигну до Немачке. Према историчару Спенсеру Такеру, савезници су веровали да бољшевици неће обезбедити довољно уређен режим да се супротставе немачкој доминацији. „Са Брест-Литовском, баук немачке доминације у источној Европи претио је да постане стварност, а савезници су сада почели озбиљно да размишљају о војној интервенцији.
Перцепција издаје уклонила је све резерве које су савезничке силе имале у погледу свргавања бољшевика. Према Вилијаму Хенрију Чемберлину, чак и пре Брест-Литовска, „ Даунинг стрит је размишљао о протекторату над Кавказом и Ке д'Орсеј над Кримом, Бесарабијом и Украјином “ и почео је да преговара о уговорима о финансирању белих генерала како би их довео у живот. Р. Х. Брус Локхарт и још један британски агент и француски званичник у Москви покушали су да организују државни удар који би збацио бољшевички режим. Имали су посла са двоструким агентима и били су разоткривени и ухапшени. Француска и британска подршка Белима такође је била мотивисана жељом да заштите имовину коју су стекли обимним улагањем у царску Русију.

### Чехословачке легије
Чехословачка легија је повремено контролисала већину Транссибирске железнице и све веће градове у Сибиру. Аустроугарски заробљеници су били разних националности; неки чехословачки ратни заробљеници дезертирали су у руску војску. Чехословаци су дуго желели да створе сопствену независну државу, а Руси су помогли у оснивању специјалних чехословачких јединица (Чехословачке легије) за борбу против Централних сила.
Потписивањем Брест-Литовског уговора осигурано је да ратни заробљеници буду враћени у своју домовину. Године 1917. бољшевици су изјавили да ће чехословачке легије остати неутралне и пристати да напусте Русију, добити безбедан пролаз кроз Сибир на путу за Француску преко Владивостока да се боре са савезничким снагама на Западном фронту. Чехословачке легије путовале су Транссибирском железницом до Владивостока. Међутим, борбе између легија и бољшевика избиле су у мају 1918.

### Савезничке бриге
Савезничке силе су постале забринуте због слома Источног фронта и губитка свог царског савезника услед могуће победе комунизма, а постављало се и питање великих количина залиха и опреме преостале у руским лукама, за које су се савезничке силе плашиле да би их могле запленити Немци. Савезничке силе је такође забрињавало искрцавање дивизије немачких трупа у Финску у априлу 1918. године, што је повећало спекулације да би могле да покушају да заузму железничку пругу Мурманск-Петроград, а потом и стратешку луку Мурманск и вероватно Архангелск . Друга забринутост односила се на потенцијално уништење чехословачких легија и претњу бољшевизма, чија је природа забринула многе савезничке владе. У међувремену, савезнички материјал у транзиту брзо се накупио у складиштима у Архангелску и Мурманску. Естонија је основала националну војску и уз подршку британске краљевске морнарице и финских добровољаца бранила се од напада 7. Црвене армије.
Суочене са овим догађајима, британска и француска влада одлучиле су се за савезничку војну интервенцију у Русији. Прво британско искрцавање у Русији дошло је на захтев локалног (бољшевичког) совјетског савета. У страху од немачког напада на град, Мурмански Совјет је затражио да савезници искрцају трупе ради заштите. Британске трупе стигле су 4. марта 1918, дан након потписивања Брест-Литовског споразума између Немачке и бољшевичке владе. У лето 1918. године, Лав Троцки, шеф Црвене армије, поздравио је долазак британских, америчких и француских трупа у Мурманск.
У недостатку војника, Британци и Французи су тражили да председник Вилсон обезбеди америчке војнике за кампању. У јулу 1918, противно савету министарства рата Сједињених Америчких Држава, Вилсон је пристао на ограничено учешће 5.000 војника америчке војске у кампањи. Ове снаге, које су постале познате као „Америчке експедиционе снаге Северне Русије“ (познате и као Експедиција поларних медведа) послате су у Архангелск, док је још 8.000 војника, организованих као Америчке експедиционе снаге Сибир, отпремљено у Владивосток из на Филипинима и из кампа Фремонт у Калифорнији.
Истог месеца, канадска влада је пристала на захтев британске владе да командује и обезбеди већину војника за комбиноване снаге Британске империје, које су такође укључивале аустралијске и индијске трупе. Неке од ових снага биле су Канадске сибирске експедиционе снаге; други део је била северноруска интервенција. Ескадрила Краљевске морнарице послата је на Балтик под командом контраадмирала Едвина Александра-Синклера. Ове снаге су се састојале од савремених C-class cruisers и V and W-class destroyers. У децембру 1918. Синклер је упловио у естонске и летонске луке, шаљући трупе и залихе, и обећавајући да ће напасти бољшевике „док моје оружје може да стигне“. У јануару 1919, наследио га је контраадмирал Волтер Кауен.
Јапанци, забринути за своју северну границу, послали су највећу војну снагу, која је бројала око 70.000. Они су желели успостављање тампон државе у Сибиру, а Генералштаб царске јапанске армије је на ситуацију у Русији гледао као на прилику за решавање јапанског „северног проблема“. Јапанска влада је такође била изразито непријатељски настројена према комунизму.
Италијани су створили специјални Corpo di Spedizione са Апинијевим трупама послатим из Италије и бившим заробљеницима италијанске националности из бивше аустроугарске војске који су регрутовани у италијанску Легионе Редента. У почетку су били смештени у италијанској концесији у Тјенцину и бројали су око 2.500 љиди.
Међутим, док је совјетска пропаганда често описивала савезничку интервенцију као савез посвећен гушењу нове комунистичке револуције широм света у колевци, у стварности савезници нису били посебно заинтересовани за интервенцију. Иако је било неких гласних гласова за, попут Винстона Черчила, они су били у великој мањини. Главна брига савезника била је пораз Немачке империје на Западном фронту. Док је бољшевичко одрицање од руског националног дуга и заплена индустрије у страном власништву изазвало напетост, главна брига за савезнике била је жеља бољшевика да извуку Русију из Првог светског рата. Савезници нису волели Беле, на које се гледало као на само малу групу конзервативних националиста који нису показивали знаке планирања реформи. Владини министри су такође били под утицајем јавног мњења против белаца, које су мобилисали синдикати. Мали број жртава које су претрпели савезници указује на низак ниво њиховог учешћа у борби. Међутим, Совјети су могли да искористе савезничку интервенцију у пропагандне сврхе.
Черчил, најгласнији заговорник акције Британаца и савезника, био је жестоки антисоцијалиста и видео је бољшевизам као најгори облик социјализма. Као резултат тога, покушао је да добије подршку савезника за интервенцију на идеолошким основама. Већина британске штампе била је идеолошки непријатељски расположена према бољшевичком режиму и подржавала је интервенцију. Многе новине су активно подстицале интервенцију савезника током рата.

### Стране снаге широм Русије
Број страних војника који су били присутни у наведеним регионима Русије:
- 1.500 француских и британских војника првобитно се искрцало у Архангелску[26]
- 14.378 британских војника у северној Русији[27]
- 1.800 британских војника у Сибиру[28]
- 50.000 румунских војника који су припадали 6. румунском корпусу под командом генерала Јоана Истратеа, у Бесарабији[29][30]
- 23.351 Грка, који су се повукли после три месеца (део И армијског корпуса под командом Мај. Ген. Константинос Нидер, у саставу 2. и 13. пешадијске дивизије, на Криму, и око Одесе и Херсона[31]
- 15.000 Француза такође у интервенцији на југу Русије
- 40.000 британских војника у региону Кавказа до јануара 1919. [32]
- 13.000 Американаца (у областима Архангелска и Владивостока)[17][18]
- 11.500 Естонаца у северозападној Русији[33]
- 2.500 Италијана у Архангелској области и Сибиру[34]
- 1.300 Италијана у Мурманској области[35]
- 150 Аустралијанаца (углавном у областима Архангелска) [36]
- 950 британских војника у Транс-Каспији[37]
- 70.000+ јапанских војника у источном региону
- 4.192 Канађана у Сибиру, 600 Канађана у Архангелску[38]
- 2.300 кинеских војника у Владивостоку

## Кампање

### Северна Русија
Прво британско учешће у рату било је искрцавање у Мурманску почетком марта 1918. 170 британских војника стигло је 4. марта 1918, дан након потписивања Брест-Литовског мира. Дана 2. маја, британске трупе су учествовале у свом првом војном ангажману. Група белих Финаца заузела је руски град Печенгу, а британски маринци су се борили заједно са Црвеном гардом да заузму то подручје до 10. маја са неколико жртава. У овом првом сукобу, британске трупе су се бориле против белих снага у подршци Црвеној армији. У наредним месецима, британске снаге у тој области биле су углавном ангажоване у малим биткама и окршајима са белим Финцима. Међутим, совјетско-савезнички односи су прелазили из неповерења у отворено непријатељство. Бољшевичке снаге су послате да преузму контролу над градом уз пругу Мурманск-Петроград, али су у низу окршаја савезничке снаге одбиле напад. Ово је била прва права борба између трупа савезника и црвених. Воз са бољшевичким трупама пронађен је и код Кандалакше који је кренуо ка северу, али су Британци успели да их убеде да стану, пре него што су стигла српска појачања и преузела воз.
У септембру су стигле снаге од 1.200 Италијана, као и мали канадски и француски батаљони. До ране јесени, британске снаге су такође имале 6.000 војника  Дана 2. августа 1918. године, антибољшевичке снаге, предвођене царским капетаном Георгијем Чаплином, извеле су државни удар против локалне совјетске владе у Архангелску. Генерал Пул је координирао државни удар са Чаплином. Савезнички ратни бродови упловили су у луку из Белог мора. У почетку је било извесног отпора, али је 1.500 француских и британских војника убрзо заузело град. Владу северног региона успоставили су Чаплин и популарни револуционар Николај Чајковски.
На фронту у Мурманску, британски 6. батаљон лаке пешадије краљевске морнарице добио је наређење да заузме село Коикори 28. августа у оквиру широке офанзиве на Источну Карелију. Напад на село је био неорганизован и резултирао је смрћу три маринца и 18 рањеним. Напад на Усуну је такође одбијен. Следећег јутра, суочена са изгледом за још један напад на село, једна чета маринаца одбила је да послуша наређења и повукла се у оближње пријатељско село. Као резултат тога, 93 мушкарца су осуђена на смрт, а други су добили значајне казне принудног рада. Влада је децембра 1919. године, под притиском неколико посланика, укинула смртну казну и знатно смањила казне свим осуђеницима.
Четвртог септембра 1918. стигле су обећане америчке снаге. Три батаљона трупа, уз подршку инжењера и под командом пуковника Џорџа Стјуарта, искрцала су се у Архангелску. Ове снаге су бројале 4.500 војника. Британске речне снаге од 11 посматрача (ХМС М33, ХМС Фокс и други), миноловаца и руских топовњача су формиране да користе пловне воде на ушћу река Вага и Северна Двина. Око 30 бољшевичких топовњача, мина и наоружаних моторних бродова узели су данак савезничким снагама.
2/10 Краљевски Шкоти су очистили троугао између Двине и Ваге и заузели бројна села и заробљенике. До краја септембра, амерички маринци и 2/10 краљевских Шкота стигли су до Нијне-Тоимског, који се показао превише јаким за лако опремљене савезничке снаге. 27. октобра, савезничке снаге су упали у заседу код Кулике код Топше, изгубивши најмање 27 људи убијених и десетине рањених, што је бројка која је могла бити већа да није било одреда Пољака који су храбро покривали повлачење док су други били у паници. Савезничке трупе су биле углавном неактивне у зиму 1918. године, градиле су блокове са само зимским патролама. Први пут када су белоруске трупе послате на линију борбе током северноруске кампање, 11. децембра 1918. године, трупе су се побуниле. Генерал Ајронсајд је наредио да се вође побуне стрељају.
У року од четири месеца, добици савезничких сила су се смањили за дуж области Северне Двине и Оњешког језера како су бољшевички напади постајали све трајнији. Бољшевици су покренули највећу офанзиву до сада на Дан примирја 1918. дуж северног дивинског фронта, а дошло је до тешких борби у бици код Тулгаса. Када је стигла вест о примирју са Немачком, многе британске трупе у Арханђелу су жељно очекивале брзо повлачење из северне Русије, али су њихове наде убрзо пропале.
Дана 27. јануара 1919. у Арханђелу је примљена вест да су бољшевици испалили гранате са отровним гасом на британске положаје на прузи Арханђео-Вологда. Убрзо је у британској штампи објављена употреба отровног гаса од стране бољшевика. Бољшевици су користили гранате отровног гаса против Британаца у најмање два наврата на северу Русије, иако је њихова ефикасност била ограничена.
У сектору Мурманск, Британци су одлучили да је једини начин да постигну успех у избацивању бољшевика са власти подизање велике белоруске армије. Међутим, покушаји регрутовања и регрутације нису успели да обезбеде довољно значајне снаге. Због тога је у фебруару 1919. одлучено да се помери на југ како би се заузела насељенија подручја из којих би се регрути могли регрутовати. Ово би била прва значајна акција на фронту Мурманск између савезника и бољшевика. Наилазећи на жестоко противљење, град Сегеја је заузет, а половина гарнизона Црвене армије је убијена, рањена или заробљена. Током фебруарске офанзиве, британске снаге потиснуле су Црвену армију изван Сорока и све до Олимпија на југ. Упркос покушају бољшевичког контранапада, до 20. фебруара је заузето 3.000 квадратних миља територије.
Најдаље напредовање на југ на северном фронту почетком 1919. била је савезничка мисија у Шенкурску на реци Ваги и Нижњој Тојми на Северној Двини. Стратешки важан град Шенкурск је британски командант Ајронсајд описао као „најважнији град на северу Русије“ после Архангела и он је био одлучан да држи линију. Међутим, британске и савезничке трупе су протеране из Шенкурска након интензивне битке 19-20. јануара 1919. Током наредних дана, авиони РАФ-а су извршили неколико мисија бомбардовања и извиђања како би подржали повлачење из Шенкурска. Битка код Шенкурска била је кључна прекретница у кампањи, а савезнички губитак их је у великој мери ставио у заостатак наредних неколико месеци дуж железничког и Двинског фронта.
На железничком фронту јужно од Архангелска, савезничке снаге су постепено напредовале. Британске и америчке трупе су 23. марта напале село Болшие Озерки, али је први талас напада потиснут. Следећег дана, 500 бољшевика је напало Шред Мехренгу, али су на крају одбијени, а преко 100 црвених војника је убијено упркос томе што Британци нису претрпели смртне жртве. Још један бољшевички напад је покренут на Селтское, али и тај напад није успео. Укупно, бољшевици су изгубили 500 људи у једном дану у два напада.
Многе британске и стране трупе често су одбијале да се боре, а бољшевички напади су покренути са уверењем да би неке британске трупе могле чак и прећи на њихову страну након што њихови команданти буду убијени. Бројне побуне белих деморалисале су савезничке војнике и утицале на укупан морал. Савезничке снаге су биле погођене сопственим побунама, са британским Јоркширским пуком и краљевским маринци који су се побунили на местима, као и америчким и канадским снагама.
У мају је покренута велика офанзива на сектору Мурманск. Током напредовања на Медвјеју-Гору 15. маја, тврдоглава бољшевичка одбрана је окончана само бајонетом. Британски и бољшевички оклопни возови су затим размењивали ударце док су Британци покушавали да преузму контролу над већим делом локалне железнице. Град је коначно заузет 21. маја, пошто су италијанске и француске трупе гурале напред са Британцима. Мајска офанзива никада није довела савезнике до највећег града у региону, Петрозаводска.
У априлу је започело јавно регрутовање код куће у Британији за новостворене „Северне руске релиефне снаге“, добровољне снаге које су имале једини циљ да бране постојеће британске позиције у Русији. До краја априла се пријавило 3.500 људи који су потом послани у северну Русију. Јавно мњење у вези са формирањем снага било је помешано, при чему су неке новине давале више подршке од других. Снаге за помоћ су на крају стигле у северну Русију крајем маја-јуна.
Дана 25. априла, један белоруски батаљон се побунио и, након што је 300 људи прешло код бољшевика, они су се окренули и напали савезничке трупе код Тулгаса. У мају и јуну, јединице првобитних британских снага које су стигле у Арханђео у августу и септембру 1918. коначно су добиле наређење да се врате кући. Почетком јуна француске трупе су повучене, а одред краљевских маринаца је такође послат кући, а затим и све канадске трупе након што је затражено да буду враћене у домовину. Све преостале америчке трупе су такође отишле кући. Српске трупе (можда најбољи Мејнардови пешадинци) постале су непоуздане док су се други повлачили око њих. До 3. јула, италијанске трупе су биле на ивици побуне јер су њени људи били озбиљно незадовољни својим сталним присуством у Русији тако дуго након примирја. Средином јула повучене су и две чете америчких железничких трупа. Француске и америчке трупе стациониране на северу нису биле вољне да се боре, а француске трупе у Архангелу одбиле су да учествују у било којој акцији која није била само одбрамбена. Упркос томе што им је приликом добровољног пријављивања речено да ће се користити само у одбрамбене сврхе, у јуну су направљени планови да се људи Северноруских снага за помоћ користе у новој офанзиви која има за циљ заузимање кључног града Котласа и повезивање са Колчакове беле снаге у Сибиру. Села Топша и Тројица су нападнута у ишчекивању ове акције, при чему је убијено 150 бољшевика, а 450 заробљено. Међутим, пошто су Колчакове снаге брзо потиснуте назад, офанзива Котласа је отказана.
Почетком јула 1919. друга бела јединица под британском командом побунила се и убила своје британске официре, а 100 људи је тада дезертирало бољшевицима. Још једну побуну белаца спречиле су аустралијске трупе касније у току месеца. Дана 20. јула, 3.000 белих трупа у кључном граду Оњеги побунило се и предало град бољшевицима. Губитак града био је значајан ударац за савезничке снаге јер је то био једини копнени пут доступан за пребацивање залиха и људи између позоришта Мурманск и Аркхангел. Овај догађај је довео до тога да су Британци изгубили сво преостало поверење у Беле и Британци су желели да се повуку. Убрзо су учињени покушаји да се поново заузме град, али у неуспелом нападу крајем јула Британци су морали да натерају одреде белих снага да се искрцају на нишану у граду, пошто су били одлучни да неће учествовати ни у каквим борбама. На једном савезничком броду, 5 бољшевичких заробљеника заробљених у борби чак је успело да привремено покоре 200 Белих Руса на броду и уз мало отпора преузму контролу над бродом. Упркос савезничким неуспесима, батаљон маринаца, 6. лака пешадија краљевских маринаца, послат је да помогне Британцима крајем јула.
Последња два месеца на Двинском фронту, август и септембар 1919, доживеће неке од најжешћих борби између британских и трупа Црвене армије у грађанском рату. У августу је покренута велика офанзива дуж Двине у покушају да се удари морал бољшевика и да се подигне морал белих снага пре повлачења. У склопу тога извршен је напад на село Городок. Током напада заробљено је 750 бољшевичких заробљеника, а утврђено је да су у једној батерији биле немачке трупе. Село Селцо је такође нападнуто, али снажна бољшевичка одбрана зауставила је сваки британски напредак. Међутим, села Кочамика, Јинта, Липовец и Занискаја су заузета уз мали отпор. У офанзиви је погинуло око 700 Црвених и сматрала се успешном.
Завршну офанзиву на Мурманском фронту покренуле су савезничке снаге у септембру, са циљем да униште бољшевичке снаге да би Беле снаге оставиле у добром положају након планираног повлачења. Српске снаге су подржавале Британце док су покушавали да се пробију на бољшевичка села Коикори и Уссуна и нападну Кончозеро. Међутим, одбрана код Коикорија и Уссуне била је много јача него што се очекивало, а напади су пропали. Снаге Срба и Белих Руса поново су напале 11. и 14. септембра, али и ови напади нису успели. Међутим, Британци су успели да стигну до реке Нурмис до 18. септембра, са 9.000 војника, укључујући 6.000 Белих Руса, који су учествовали у овој последњој офанзиви.
Дана 22. септембра, пошто је повлачење савезника већ било у току, британски одред из Краљевских Шкота послат је реком у Кандалакшу на четири рибарска чамца да заустави диверзантске операције које су фински бољшевици спроводили против тамошње железнице. Британци су упали у заседу и пре слетања и претрпели велике губитке, са 13 погинулих и 4 рањена. Због тога су бољшевици без отпора уништили бројне мостове, одлажући евакуацију на неко време. Један од погинулих, редов из Ормесбија у Јоркширу, који је подлегао повредама 26. септембра, био је последњи британски војник који је погинуо у акцији на северу Русије.
До овог тренутка, британске трупе су почеле да се повлаче у Архангел како би се припремиле за евакуацију северне Русије. Ујутро 27. септембра 1919. последње савезничке трупе су отишле из Арханђела, а 12. октобра Мурманск је напуштен.

### Балтик и северозападне Русије
Иако је естонска војска стекла контролу над својом земљом, противничка 7. и естонска Црвена армија су и даље биле активне. Естонска врховна команда одлучила је да изврши инвазију преко границе у Русију у знак подршке Белом руском северном корпусу. Прешли су у офанзиву на Нарву, изненадивши Совјете и уништивши њихову 6. дивизију. Нападе Естоније и Белих подржала је Краљевска морнарица и естонска морнарица и маринци дуж обале Финског залива. У ноћи 4. децембра крстарица ХМС Cassandra је ударила у мину коју су поставили Немци док је била на патролној дужности северно од Лијепаје и потонула уз губитак 11 чланова своје посаде. У то време, нова естонска влада је била слаба и очајна. Естонски премијер је затражио од Британије да пошаље војне снаге за одбрану његове престонице, па чак и да се његова држава прогласи британским протекторатом. Британци не би испунили ове молбе.
Британске крстарице и разарачи убрзо су допловили уз обалу близу естонско-руске границе и поставили разорну бараж на линије снабдевања бољшевика који су напредовали. Британски ратни бродови су 26. децембра заузели бољшевичке разараче Avtroil и Spartak, који су у то време гранатирали луку Талин. Обе јединице су представљене естонској Привременој влади и, као Ленук и Вамбола, чиниле су језгро естонске морнарице.
Естонска Псковска офанзива почела је истовремено 13. маја 1919. године. Њена борбена група Петсери уништила је естонску Црвену армију, заузела град 25. маја и очистила територију између Естоније и реке Великаја. Неколико дана касније, снаге Северног корпуса стигле су у Псков. Дана 19. јуна 1919. године, естонски главнокомандујући Јохан Лајдонер је укинуо команду над Белим Русима и они су преименовани у Северозападну армију. Убрзо након тога, генерал Николај Н. Јуденич је преузео команду над трупама.
Са приближавањем фронта, побунио се гарнизон тврђаве Краснаја Горка. Да би подржала побуну, флотила британских обалних моторних чамаца под командом поручника Августа Агара упала је у луку Кронштат, потопивши крстарицу Олег и депо брод Памиат Азова 17. јуна 1919. У другом нападу у августу, бољшевички бојни бродови Петропавловск и Андреј Первозванни су оштећени, по цени од три ЦМБ. Нападачи су такође успели да потопе важан руски депо подморница. Упркос акцијама, побуна је на крају угушена топовима бољшевичких војних бродова.
Следећа офанзива северозападне армије била је планирана 10. јула 1919. године, али наоружање и залихе које су се очекивале од савезника нису стигле. Нити Естонци нису желели да наставе са ратом, пошто је почетним мировним приступом у априлу 1919. руска бољшевичка влада већ гарантовала признање независне естонске државе. Дакле, када је британски ген. Гоф је 8. августа затражио од Естонаца војну помоћ Јуденичу, а Естонци су заузврат тражили и од Јуденича и од савезника да прво признају своју државу. Гоугов заменик, бригадни генерал. Френк Марш је захтевао од Јуденича да одмах изда статут којим би се успоставила Влада Северозападне руске области  која би обухватала Петроградску, Псковску и Новгородску губернију која би званично гарантовала дејуре признање Естоније. Тајмс је 16. августа објавио тај договор који је разбеснео Форин офис и Ратни кабинет и изазвао смањење даље војне помоћи Јуденичу.
Међутим, Северозападна армија је покренула операцију Бели мач, последњи велики покушај заузимања Петрограда 9. октобра, уз оружје које су обезбедиле Британија и Француска, и оперативну подршку естонске војске, естонске морнарице и краљевске морнарице. Обезбеђивање Петрограда за Беле снаге био је један од главних циљева кампање за Британце.  Естонске и британске снаге су извршиле заједнички копнени и поморски напад на Красну Горку, док је 2. естонска дивизија покушала да баци 10. Црвену дивизију преко Велике, а 3. дивизија је напала према Питалову и Острову . Северозападна армија се приближила на 16 km (10 mi) Петрограда, али их је Црвена армија одбацила назад до реке Нарве. Неповерљива према Белим Русима, естонска Врховна команда је разоружала и интернирала остатке Северозападне армије која се повукла иза државне границе. Након неуспеха да заузму Петроград, Британци нису успели да остваре један од својих главних циљева.
Међу британским морнарима на Балтику дошло је до значајних немира. Ово је укључивало побуне малих размера међу посадама ХМС Vindictive, ХМС Vindictive, Delhiи других бродова стационираних на Берјозовска острва. Узроци су били општа уморност од рата (многе посаде су се бориле у Првом светском рату), лоша храна и смештај, недостатак одсуства и ефекти бољшевичке пропаганде.
Британци су укупно изгубили 128 људи у кампањи на Балтику, при чему је најмање 27 такође рањено, а 9 заробљено. Британија је ангажовала око 90 бродова у кампањи, а од овог броја 17 бродова је изгубљено, а око 70 оштећено.

### Јужна Русија и Украјина
Осамнаестог децембра 1918. године, месец дана након примирја, Французи су се искрцали у Одесу и Севастопољ. У Одеси је уследила 7-часовна битка између Француза и снага Украјинске Народне Републике пре него што су преузеле пуну контролу над градом. Искрцавање је започело интервенцију у јужној Русији (касније у Украјини) која је требало да пружи помоћ и снабдевање снага Беле армије генерала Дењикина, Добровољачке армије, која се борила против тамошњих бољшевика. У кампањи су учествовале углавном француске, грчке и пољске трупе. Морал француских трупа и морнара њихове флоте у Црном мору је увек био низак, а већина је желела да буде демобилисана и послата кући. Морал грчких и пољских интервенционистичких снага није био ништа бољи. Локални војсковођа, Отаман Никифор Хрихорив, придружио се бољшевицима 18. фебруара 1919. и повео своју војску против страних освајача. Са својом војском од 10–12.000 људи, прво је 2. марта напао Херсон који су држали савезници, а који је заузело само 150 Француза, 700 Грка и неколико стотина добровољаца упитне поузданости. После тешких борби, град је заузет 9. марта. Французи су изгубили 4 мртва и 22 рањена, док су Грци имали око 250 жртава. После тога су убијени и локални становници Грчке. Након освајања Херсона, Грихорив је окренуо своје снаге против Николајева, где је било још мање савезничких трупа. У граду је још било 12.000 добро опремљених немачких војника, али они нису имали намеру да учествују у борбама. Локалном француском команданту је било дозвољено да преговара о примирју са Грихоривом, а 14-16. марта све савезничке и немачке трупе су евакуисане морем без икаквих борби, остављајући за собом знатне количине ратног материјала.
До априла 1919. године, трупе су повучене из Одесе након даљих претњи војске Никифора Грихорива пре пораза похода Беле армије против Москве. Велика побуна међу француским морнарима на Црном мору делимично је захтевала повлачење. Неки британски морнари послати у Црно море такође су се побунили. Последње савезничке трупе напустиле су Крим 29. априла 1919. године.
Генерал Врангел је реорганизовао своју војску на Криму; међутим, са погоршаном ситуацијом, он и његови војници су побегли из Русије на савезничким бродовима 14. новембра 1920. г.

### Бесарабија
Након што су бољшевичке снаге Румчерода напале област Бесарабије, румунска влада Јона И. Ц, Братиануа одлучила је да интервенише и 26. јануара, 11. пешадијска дивизија под командом генерала Ернеста Броштеануа ушла је у Кишињев. Бољшевичке трупе су се повукле у Тигину, а после битке су се повукле даље преко Дњестра. Битка код Тигине била је једна од два значајна сукоба у Бесарабској кампањи 1918. Трајао је пет дана, између 20. и 25. јануара, и завршио се победом Румуна, иако са значајним румунским жртвама (141 мртва). Румунске трупе заузеле су 800 топова.
Друга важна битка вођена је код Валцова, између 27. јануара и 3. фебруара. Дејства бољшевичких ратних бродова (укључујући три топовњаче класе Доњецк) успела су да одложе продирање Румуна за неколико дана, али су бродови морали да се повуку 3. фебруара јер више нису могли да се прилагођавају и исправљају нишан, након што је румунска артиљерија уништила осматрачнице бољшевичке артиљерије са обале. Касније тог дана, румунске трупе су заузеле Валцов. Румуни су заузели десантни брод класе Русуд К-2, као и још неколико баржи наоружаних са укупно осам топова Обучов калибра 152 mm.

### Сибир
Заједничка савезничка интервенција почела је августа 1918. године. Британија је послала у Сибир јединицу од 1.800 војника којом је командовао посланик Лабуристичке партије и синдикални вођа потпуковник Џон Ворд, која је била прва савезничка снага која се искрцала у Владивосток 3. августа. Јапанци су ушли кроз Владивосток и тачке дуж кинеско-руске границе са више од 70.000 војника који су на крају били распоређени. Јапанцима су се придружиле америчке, канадске, француске и италијанске трупе. Елементи Чехословачке легије који су стигли до Владивостока поздравили су савезничке снаге. Американци су распоредили 27. пешадијски и 31. пешадијски пук са Филипина, плус елементе 12., 13. и 62. пешадијског пука из кампа Фремонт. Кинеске трупе је такође послала у Владивосток од стране Беијангове владе делимично да заштите тамошње кинеске трговце.
Очекивало се да ће Јапанци послати само око 7.000 војника у експедицију, али су до краја свог ангажмана у Сибиру распоредили 70.000 војника. Распоређивање тако великих снага за операцију спасавања учинило је савезничке силе опрезним према јапанским намерама. Јапанци су се 5. септембра повезали са претходницом Чешке легије, неколико дана касније британски, италијански и француски контингенти придружили су се Чесима у настојању да поново успоставе Источни фронт иза Урала; као резултат тога, европске савезничке силе су кренуле на запад. Канађани су углавном остали у Владивостоку за време трајања. Јапанци су, имајући на уму своје циљеве, одбили да наставе западно од Бајкалског језера. Американци, сумњичави према јапанским намерама, такође су остали да их држе на оку. До новембра, Јапанци су заузели све луке и веће градове у руским поморским провинцијама и Сибиру источно од града Чите.
Савезничке силе дале су подршку белоруским елементима од лета 1918. г. Постојале су тензије између две антибољшевичке фракције, белоруске владе коју је предводио адмирал Александар Колчак и козака предвођених Григоријем Семјоновим и Иваном Калмиковим, што је такође ометало планове. Савезничке снаге су првобитно преузеле контролу од неких белих снага на фронту и помогле у одржавању линије против бољшевика на далеком истоку. Британска јединица је помогла у одбрани линије код Краевеска. Бројчано надјачане и надјачане, мале савезничке снаге биле су принуђене да се повуку. Из Владивостока су као појачање послата два британска оклопна воза са два морнаричка топа од 12 фунти и по два митраљеза. Делујући под јапанским командантом, мала британска јединица и друге савезничке снаге одиграле су малу, али важну улогу у бици код Духовске 23-24. августа 1918. Пет бољшевичких наоружаних возова је нападнуто, уз подршку два оклопна воза британских снага, а било је 600 јапанских жртава. Ова ограничена, али одлучна акција елиминисала је организовани бољшевички отпор на Усуријском фронту.
До краја октобра, британске снаге су завршиле своје путовање на запад од Владивостока све до линија фронта код Омска. Јединица је остала у граду наредних шест месеци током хладне сибирске зиме. Можда је одиграо улогу у државном удару у граду у новембру 1918. који је довео адмирала Колчака на власт као 'врховног вођу' Русије. Снаге су ишле напред са Чесима и Русима које су напредовале и наставиле да пружају артиљеријску подршку дуж пруге од Омска до Уфе у октобру и новембру. Британци ће касније чинити важан део речне флотиле Каме, јединице чамаца која је помагала белцима нападајући бољшевичке снаге дуж тока реке. Они су бомбардовали концентрацију црвених трупа, штитили мостове и пружали директну ватрену подршку и напали бољшевичке чамце на реци. У једној акцији, флотила је потопила бољшевички водећи брод на реци и уништила још један чамац. Касније су били одбачени напредовањем бољшевика на Перм.
Мале британске снаге су повучене у лето 1919. Све преостале савезничке снаге су евакуисане 1920, осим Јапанаца који су остали до 1922. године.

### Кавказ
Године 1917, Данстерфорс, савезничка војна мисија од мање од 1.000 аустралијских, британских и канадских војника (повучених са месопотамског и западног фронта), у пратњи оклопних аутомобила, распоређено је из Хамадана око 350 km (220 mi) преко Кајар Персије. Име је добио по свом команданту генералу Лајонелу Данстервилу. Његова мисија је била да прикупља информације, обучава и командује локалним снагама и спречава ширење немачке пропаганде.
Касније је Данстервилу речено да заузме и заштити град Баку и нафтна поља око града. Током раних фаза грађанског рата у Русији, регионом Кавказа су управљале три де факто независне државе, Демократска Република Грузија којом су доминирали мењшевици, Република Јерменија и Азербејџанска Демократска Република, а главне белоруске снаге нису имале стварну контролу. Британци су се плашили да би Баку могло да заузме Отоманско царство, пошто су њихове снаге у тој области напредовале, а ако би стекли контролу над флотом у луци, могли би да превезу трупе у град Красноводск директно преко Каспијског мора из Бакуа. Ова акција би отворила Централну Азију Турцима и омогућила им приступ Индији под британском контролом кроз Авганистан.
Британци су се искрцали у Баку 17. августа 1918. Британске снаге су у то време имале 1.200 људи. До кашњења Данстрфорс је довело 3.000 руских бољшевичких трупа код Ензелија, али је потом бродом кренуо у Баку на Каспијском мору. Ово је била примарна мета за напредујуће отоманске снаге и Данстерфорс је издржао кратку, бруталну опсаду у септембру 1918. Британци су се издржали прве две недеље септембра, наневши велике губитке непријатељу. Последњи турски напад 14. септембра трајао је до заласка сунца, и, суочени са надмоћно већим снагама, Британци су били приморани да се повуку. Трупе су истог дана побегле из луке на три брода који су чекали. Укупно, битка за Баку је резултирала са око 200 британских жртава, укључујући 95 мртвих.
Међутим, пошто је побеђено Првом светском рату, Османско царство је средином новембра 1918. морало да повуче своје снаге са граница Азербејџана. На челу са генералом Вилијамом Томсоном, британске снаге од 1.600 војника стигле су у Баку 17. новембра, а у главном граду Азербејџанске Демократске Републике уведено је ванредно стање све док „грађанска власт не буде довољно јака да ослободи снаге од одговорности за одржавање јавног реда”. Дошло је и до британске окупације грузијских градова Тифлиса и Батума у Грузији, уз пуну дужину пруге Баку-Батум, пошто су Британци желели да заштите ову стратешку линију која је повезивала Црно море и Каспијско море. До јануара 1919. британско присуство је било 40.000 људи, што је био највећи од свих британских интервентних контингената у Русији. Опет, ове британске окупације територије на Кавказу биле су делимично мотивисане жељом да се „заштите индијски бок“ и обезбеде локална нафтна поља, али су такође биле мотивисане жељом да подрже три нове независне државе и надгледају немачко и османско повлачење. Британске снаге су служиле само одбрамбеној сврси и повучене су у лето 1919, пошто су редовне трупе биле потребне негде другде, а друге су дуго биле потребне за демобилизацију након примирја којим је окончан Први светски рат. Последње британске снаге напустиле су Баку 24. августа.

### Транс-каспијска кампања
Пошто су Британци страховали да би немачке и отоманске снаге могле да продру у руску централну Азију, вероватно преко преласка Каспијског мора до кључне луке Красноводск, Транскаспијско подручје постало је подручје интересовања. Савезничка војна акција почела је 11. августа 1918, када је генерал Малесон интервенисао у подршци Извршном комитету Ашкабада, који је истиснуо Ташкентске совјетске бољшевике са западног краја Транскаспијске железнице у јулу 1918. и преузео контролу над Красноводском. Малесон је био овлашћен да интервенише са Царством и британским трупама, што се касније назвало Малесоновом мисијом. Послао је митраљеску секцију 19. пуњабске пушке у Бајрамали који се налазио на Транскаспијској железници . Дана 28. августа, бољшевици су напали Кушх на граници са Авганом, али су одбијени, при чему су 3 официра и 24 редова убијена или рањена. Два британска официра за везу су упуцана с леђа док су напредовали, вероватно издајничко. Даљње акције код Каке биле су 28. августа, као и 11. и 18. септембра. Британске снаге су 25. септембра појачане са два ескадрона 28. лаке коњице . У овом тренутку, Малесон је, противно жељи индијске владе, одлучио да се гурне даље у Транскаспију и нападне бољшевике. Борећи се заједно са транскаспијским трупама, они су се касније борили код Арман Сагада (између 9. и 11. октобра) и Душака (14. октобра). Код Душака, британске снаге су претрпеле 54+ убијених и 150+ рањених док су бољшевицима нанеле 1.000 жртава. Британски напади су наставили да наносе велике губитке бољшевичким снагама.
До 1. новембра, британске снаге су поново заузеле Мерв и по инструкцијама британске владе, зауставиле су своје напредовање и заузеле одбрамбене положаје код Баирам Алија. Транскаспијске снаге су наставиле да нападају бољшевике на северу. Након што су транскаспијске снаге разбијене код Уч Аџија, њихов командант пуковник Нолис је послао 28. коњичку у подршку код Анењова. Јануара 1919, једна чета 19. пунџабске послата је да појача положај код Анењкова, где се 16. јануара одиграла друга битка која је резултирала са 48 жртава  Током фебруара, Британци су наставили да наносе велике губитке бољшевичким снагама. Британска влада је 21. јануара одлучила да повуче снаге, а последње трупе су отишле у Персију 5. априла.

## Последице
Према Џону Бредлију, интервенција савезника, која је беле генерале третирала као сервилне сателите са мало независности, донела је белим генералима репутацију недостојанствених марионета. То је довело до дискредитације Белог покрета док су бољшевици изгледали независнији и патриотски, што је натерало бивше царске војне вође да се придруже бољшевицима. Интервенција савезника помогла је да се ојачају бољшевици, јер су они то такође успешно искористили да нападну Беле и да се сликају у позитивном светлу.

### Повлачење савезника
Савезничке силе су се повукле 1920. Јапанска војска је остала у поморским провинцијама руског Далеког истока до 1922. и на северу Сахалина до 1925. године, након потписивања совјетско-јапанске основне конвенције у Пекингу, којом је Јапан пристао да повуче своје трупе из Русије. Заузврат, Совјетски Савез је пристао да поштује одредбе Уговора из Портсмута.

### Процена историчара
Године 1957, бивши члан Комунистичке партије САД, Фредерик Л. Шуман, написао је да су последице експедиције „биле да заувек затрују односе Истока и Запада, да су значајно допринеле почетку Другог светског рата и каснијег Хладног рата те да су се фиксирали обрасци сумњи и мржње на обе стране који и данас прете горим катастрофама у времену које долази“. За совјетске лидере, операција је била доказ да су западне силе желеле да униште совјетску владу ако би имале прилику да то учине. Модерни историчар Роберт Медок је резимирао: „Непосредан ефекат интервенције био је продужавање крвавог грађанског рата, што је коштало хиљаде додатних живота и изазивало огромну деструкцију у већ пораженом друштву.
Историчар Џон Томпсон тврди да интервенција, иако није успела да заустави бољшевичку револуцију у Русији, јесте спречила њено ширење у централну Европу.

## Наслеђе
Према Шелдону М. Стерну, стаљинистичка пропаганда је касније описала савезничку интервенцију као америчку војну инвазију на Русију, док је порицала или умањила америчке напоре за помоћ глади који су спасили милионе руских живота током 1921—1923.
Винстон Черчил, који је био најистакнутији присталица кампање за уклањање бољшевика са власти, дуго је жалио због неуспеха савезника да сломе совјетску државу у повоју. Ово је посебно био случај током распада западно-совјетских односа након Другог светског рата и почетка Хладног рата . Године 1949. Черчил је изјавио у британском парламенту:
I think the day will come when it will be recognized without doubt, not only on one side of the House, but throughout the civilized world, that the strangling of Bolshevism at its birth would have been an untold blessing to the human race.
У даљем говору у Националном прес клубу у Вашингтону у јуну 1954, Черчил се жалио:
If I had been properly supported in 1919, I think we might have strangled Bolshevism in its cradle, but everybody turned up their hands and said, ‘How shocking!’